# Mauro Nobilia
Mauro Nobilia (ur. 1 kwietnia 1947 w Rzymie, zm. 9 lutego 2025) – włoski działacz związkowy i polityk, poseł do Parlamentu Europejskiego V kadencji (1999–2004).

## Życiorys
Wieloletni działacz związku zawodowego UGL, powiązanego z Włoskim Ruchem Socjalnym i następnie z Sojuszem Narodowym. Od 1992 do 1999 pełnił funkcję sekretarza generalnego tej organizacji. W wyborach w 1999 z listy AN uzyskał mandat posła do Europarlamentu. Należał m.in. do grupy Unii na rzecz Europy Narodów, pracował w Komisji Ochrony Środowiska, Zdrowia i Ochrony Konsumentów (od 2002 jako jej wiceprzewodniczący). W PE zasiadał do 2004. Nie uzyskał reelekcji; był też redaktorem naczelnym związkowego czasopisma.